# Naintsch
Naintsch ist eine ehemalige Gemeinde mit 596 Einwohnern (Stand: 1. Jänner 2014)
im Bezirk Weiz in der Steiermark. Seit 1. Jänner 2015 ist sie im Rahmen der Gemeindestrukturreform in der Steiermark bei der Marktgemeinde Anger eingemeindet.

## Geographie
Der Ortsteil Naintsch liegt im Naturpark Almenland, östlich des Passailer Kessels in der Oststeiermark. Ganz südlich, westlich des Hauptortes Anger, liegt das Gebiet Waxenegg mit der Burgruine Waxenegg. Nördlich von Anger der Ort Steg mit dem ehemaligen Gemeindeamt. Ganz im Norden liegt der Offnerberg, und an dessen südlichem Ausläufer der Ort Heilbrunn, mit der Pfarr- und Wallfahrtskirche Mariä Heimsuchung.

### Gliederung
Das ehemalige Gemeindegebiet umfasste folgende zwei Katastralgemeinden und gleichnamige Ortschaften (Fläche Stand 2015, Einwohner Stand 1. Jänner 2024):
- Naintsch (2.285,07 ha, 431 Ew.)
- Offenegg (472,22 ha, 101 Ew.)

### Ehemalige Nachbargemeinden
| Sankt Kathrein am Offenegg | Haslau bei Birkfeld                         | Koglhof             |
| Sankt Kathrein am Offenegg | Kompassrose, die auf Nachbargemeinden zeigt | Baierdorf bei Anger |
| Thannhausen                | Feistritz bei Anger                         | Anger               |

## Kultur und Sehenswürdigkeiten
- Pfarr- und Wallfahrtskirche Mariä Heimsuchung in Heilbrunn
- Brunnenkapelle mit Skulpturengruppe Mariä Heimsuchung vor der Wallfahrtskirche in Heilbrunn

## Politik

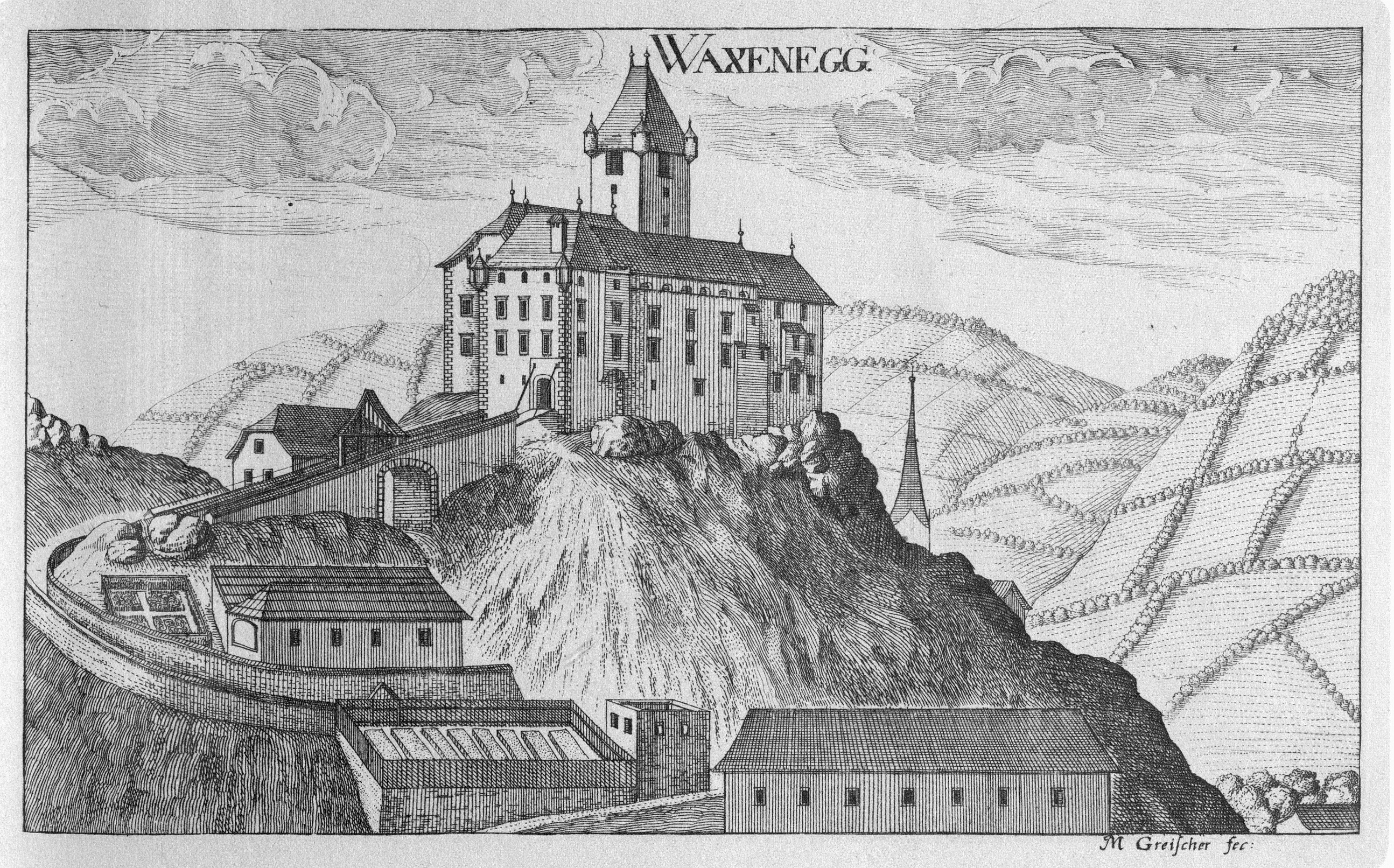
Vischer – Topographia Ducatus Stiriae – 463 Waxenegg bei Anger

## Persönlichkeiten

### Ehrenbürger
- 1985: Josef Krainer (1930–2016), Landeshauptmann